# Rafaela Ybarra de Vilallonga
Rafaela Ybarra de Vilallonga (Bilbao, 16 gennaio 1843 – Bilbao, 23 febbraio 1900) è stata una religiosa spagnola, fondatrice delle Suore dei Santi Angeli Custodi, ed è stata beatificata da papa Giovanni Paolo II il 30 settembre 1984.

## Biografia
Figlia di un industriale metallurgico, sposò un dirigente d'azienda molto più anziano di lei e fu madre di numerosi figli.
Postasi sotto la direzione spirituale dei gesuiti, diede inizio a numerose opere per la protezione delle ragazze che dalle campagne si trasferivano in città per cercare lavoro: a questo scopo chiamò a Bilbao le Suore Adoratrici del Santissimo Sacramento e le Religiose di Maria Immacolata; tuttavia non riuscendo a trovare una congregazione di religiose che completasse il suo desiderio di sostenere nel bene a tutte le ragazze, diede inizio a un nuovo istituto, dedicato agli angeli custodi.
Rimasta vedova, consacrò tutta se stessa alla sua congregazione (già in precedenza, con il permesso del marito, aveva emesso privatamente i voti di povertà, obbedienza e castità): colpita da un tumore allo stomaco, morì nel 1900.

## Il culto
La sua causa di canonizzazione venne introdotta nel 1952: dichiarata venerabile nel 1970, è stata proclamata beata da papa Giovanni Paolo II il 30 settembre 1984.
La sua memoria liturgica ricorre il 23 febbraio.